# Moenkhausia naponis
Moenkhausia naponis är en fiskart som beskrevs av Böhlke, 1958. Moenkhausia naponis ingår i släktet Moenkhausia och familjen Characidae. Inga underarter finns listade i Catalogue of Life.